# Eutymiusz (biskup turowski)
Eutymiusz, nazwisko świeckie Okuszko (zm. 1415) – prawosławny biskup turowski.

## Życiorys
Chirotonię biskupią przyjął w Łucku 8 września 1412. Dwa lata później brał udział w synodzie biskupów prawosławnych Wielkiego Księstwa Litewskiego w Nowogródku, który dokonał elekcji metropolity litewskiego i wybrał na ten urząd Grzegorza Cambłaka, w 1415 był także obecny na drugim synodzie nowogródzkim. Urząd sprawował do 1415.